# Supercart
El Supercart fue una categoría argentina de automovilismo de velocidad. Fue creada en el año 1985, bajo el nombre de Stock Car Argentino y su objetivo fue el de acaparar la atención del público que en esas épocas acompañaba al Turismo Carretera, con la premisa de ofrecer competencias de automóviles más potentes que esta última categoría y utilizando las pistas de los autódromos como escenarios, en lugar de los circuitos ruteros. 
Inicialmente creada como una categoría zonal, prontamente adquiriría rango nacional a partir de incorporar la fiscalización por parte de la Comisión Deportiva de Automovilismo (CDA) del Automóvil Club Argentino, adquiriendo rápidamente relevancia en el plano nacional, gracias a la calidad de armado de sus máquinas, como así también a la incorporación de figuras de renombre nacional y el apoyo en materia de difusión por parte del programa televisivo Campeones del Camino.
Como anteriormente se mencionó, fue creada a mediados de los años 1980 bajo el nombre de Stock Car Argentino, pero debido a un conflicto interno institucional que derivó en la expulsión de los fundadores y la posterior prohibición del uso de este término para seguir denominando a esta categoría, fue que en el año 1991 se cambiaría la denominación a Supercart. A pesar de la propuesta y el acompañamiento en materia de difusión, su popularidad poco a poco comenzaría a entrar en declive, hasta su desaparición definitiva en el año 1999.
A pesar de su cancelación, un año más tarde un grupo de competidores tomaría la posta y buscaría reflotarla, teniendo como resultado la creación en el año 2000 de la categoría Turismo 4000 Argentino, la cual adoptaría como distintivos de la exSupercart los mismos modelos utilizados, tanto por esa categoría como por el Turismo Carretera, como también la implementación del tope de cilindrada nominal de hasta 4000 cm³.

## Historia

### Creación del Stock Car Argentino
En el año 1985, los pilotos Víctor Bonano y Carlos Serein comienzan a pergeñar la idea de crear una categoría que le ofrezca a los pilotos la posibilidad de competir con máquinas de alta potencia y seguridad, y que cuyas competencias tengan como escenarios los circuitos de los autódromos, a la vez de servir como una alternativa valedera al riesgoso Turismo Carretera, que proponía el uso de circuitos ruteros y semipermanentes como escenarios. Como primera medida, los fundadores inscribirían a su nueva categoría en la antigua Regional 1, entidad que oficiaba como fiscalizadora de competencias y que dependía de la CDA del Automóvil Club Argentino. En segundo término, comenzaría el desarrollo del primer prototipo para su presentación oficial, el cual consistió en una coupé Dodge GTX, para cuyo desarrollo se tuvieron en cuenta medidas de seguridad adoptadas por categorías de similares caracterísiticas, como la NASCAR norteamericana, o el Stock Car Brasil. En tercer lugar, a diferencia del TC, que a partir de 1971 había adoptado como tope de cilindrada los 3000 cm³, esta nueva categoría adoptó el tope nominal de 4000 cm³, con el objetivo de permitir en ella, la incursión de unidades provenientes de otras categorías zonales. Con todos estos ingredientes, comenzaría a delinearse la primera comisión directiva, que llevaría a Serein a la presidencia y a Bonano a la dirección general de la categoría, que fue finalmente presentada bajo el nombre de Stock Car Argentino.

### Primeros años

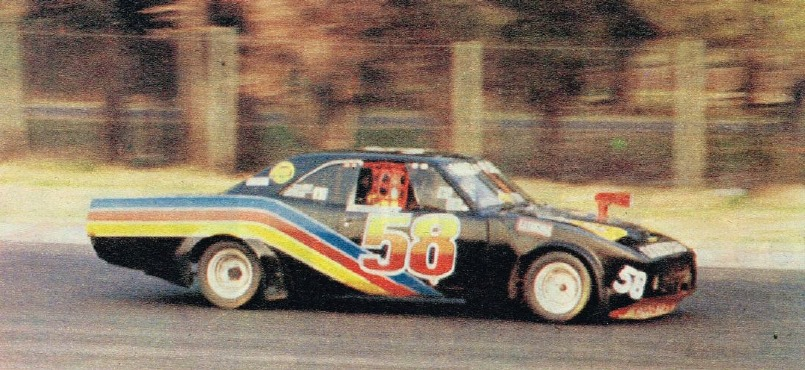
Juan Carlos Rizzo corriendo en Stock Car Argentino en 1988.

Tras esta presentación, comenzó la tarea de organización y preparación del primer campeonato del Stock Car Argentino, el cual fue presentado en el año 1986 y como principal plaza de desarrollo tuvo al Circuito nº 7 del Autódromo de Buenos Aires. En su primera presentación, a Roberto Nowak le cupo el honor de ser su primer campeón, compitiendo al comando de un Chevrolet Chevy.
La hegemonía de Chevrolet continuaría en los años siguientes, consolidada por la aparición del tándem conocido con el seudónimo de "Hermanos Puglia", el cual estaba compuesto por los hermanos Jorge y Antonio Puglia. En 1987, estos hermanos conseguirían el primero de una serie de 3 títulos, lo que los puso en la historia de la categoría como sus principales dominadores.
Finalmente, en 1990 llegaría el turno de Ford de la mano de su piloto Edgardo Bustos, quien al comando de una unidad Ford Falcon conseguiría quebrar el monopolio de Chevrolet y de los Hermanos Puglia en particular.

### Redenominación institucional y creación del Supercart
Tras el campeonato obtenido por Edgardo Bustos, la categoría evalúo la posibilidad de evolucionar técnicamente a sus unidades, buscando también de esa forma atraer a pilotos de renombre a nivel nacional y así también restarle audiencia a su competidor nato, el Turismo Carretera. La solución llegó de la mano de una serie de reformulaciones en cuanto a lo estético y aerodinámico, el cual sin embargo trajo como consecuencia la salida de la categoría del formato estándar mejorado, por lo que el término Stock Car ya no tendría validez para denominar a la categoría. Fue así que tras aprobarse las reformas técnicas propuestas, fue propuesto también el cambio de nombre de la categoría, la cual comenzó a ser conocida a partir de 1991 como Supercart.
El inicio de esta nueva etapa, mostró la participación de pilotos habitualmente emparentados con el Turismo Carretera, entre los cuales se destacó Luis Rubén Di Palma, quien junto a su familia supo apoyar el desarrollo de la categoría con la preparación de unidades IKA Torino, convirtiéndose en referente de la marca y la categoría.
En cuanto a los campeonatos, la primera temporada de Supercart tuvo a Rubén Bulla como sucesor de Edgardo Bustos, recuperando el cetro para la marca Chevrolet. 
En 1992 el trabajo de la familia Di Palma rindió los frutos esperados con la consagración de Marcos Di Palma al comando de un Torino, en lo que fue la primera y única consagración de este piloto a nivel nacional. La hegemonía de los Di Palma se extendió un año más, con la consagración del patriarca Luis Rubén al comando de una unidad similar.
La temporada 1994 tuvo nuevamente color de Chevrolet, consagrándose en esta oportunidad Horacio Paolucci, mientras que en 1995, otro piloto también emparentado con el TC como lo fue Ernesto Bessone II, le daba a la marca Ford su segundo título en la especialidad.

### Debacle
- [2]

### Legado
Tras el último campeonato organizado en el año 1999, la dirigencia del Supercart intentó buscar la reorganización de su categoría, con el fin de poder continuar con sus actividades. Fue así que a principios del año 2000, alcanzaron un acuerdo con la categoría zonal Procar 4000, para unificar reglamentos y permitir el uso de sus unidades, tanto para una como para otra categoría. Esta decisión tuvo el aprobado por parte de la Comisión Deportiva de Automovilismo, quienes ofrecieron su apoyo restituyéndole al Supercart su estatus de categoría nacional. De esta manera, el Supercart pasó a incorporar el mismo reglamento técnico del Procar 4000, por el cual sus unidades pasaron a recibir una preparación estilo estándar mejorado, siendo eliminados los alerones que caracterizaban a las máquinas desde sus inicios, recibiendo además un aumento en cuanto a su peso mínimo, con el fin de mejorar su tenida en orden de marcha. Asimismo, las unidades mantuvieron su tope nominal de cilindrada en 4000 cm³, característica histórica que identificó a lo largo de sus años al Supercart y que compartía con el Procar 4000. Esta unificación de criterios, también le abrió las puertas a pilotos de otras categorías zonales del país, quienes interesados en participar a nivel nacional, adecuaron sus máquinas para participar en esta nueva categoría. La presencia de pilotos de distintos puntos del país y el objetivo de visitar circuitos de distintas provincias, llevó finalmente a plantear un nuevo recambio institucional en el nombre del Supercart. Así fue que el 13 de agosto de 2000, vio la luz un nuevo campeonato argentino de automovilismo sucesor del Supercart y que comenzó a ser conocido como Turismo 4000 Argentino.

## Campeones de Stock Car y Supercart
| Stock Car Argentino | Stock Car Argentino                 | Stock Car Argentino |
| Año                 | Piloto                              | Automóvil           |
| ------------------- | ----------------------------------- | ------------------- |
| 1986                | Roberto Nowak                       | Chevrolet Chevy     |
| 1987                | "Hermanos Puglia" (Jorge y Antonio) | Chevrolet Chevy     |
| 1988                | "Hermanos Puglia" (Jorge y Antonio) | Chevrolet Chevy     |
| 1989                | "Hermanos Puglia" (Jorge y Antonio) | Chevrolet Chevy     |
| 1990                | Edgardo Bustos                      | Ford Falcon         |
| Supercart           |                                     |                     |
| Año                 | Piloto                              | Automóvil           |
| 1991                | Rubén Bulla                         | Chevrolet Chevy     |
| 1992                | Marcos Di Palma                     | IKA Torino          |
| 1993                | Luis Rubén Di Palma                 | IKA Torino          |
| 1994                | Horacio Paolucci                    | Chevrolet Chevy     |
| 1995                | Ernesto Bessone II                  | Ford Falcon         |
| 1996                | Rubén Bulla                         | Dodge GTX           |
| 1997                | Diego Ponte                         | Ford Falcon         |
| 1998                | Desierto.                           | Desierto.           |
| 1999                | Gustavo Doce Portas                 | Chevrolet Chevy     |